# 名古屋・金山特別きっぷ
名古屋・金山特別きっぷ（なごや・かなやまとくべつきっぷ）は、名古屋鉄道（名鉄）が発売している乗車券（回数乗車券の一種）である。3つの区間で設定されている。

## 概要
設定駅と名鉄名古屋駅・金山駅の片道乗車券を10枚セットにしたもの。設定駅は、名鉄一宮駅、新木曽川駅、名鉄岐阜駅である。
2024年3月16日から発売開始された。

## 切符の効力
回数券タイプなので、それぞれ別の日に使ったり、複数人で同時に使用することが可能。
ミューチケットを別途購入することで特別車にも乗車可能。
有効期間は、購入日から2か月である。
名鉄の通常の切符・回数券とは異なり、途中下車・乗り越しができず、券面表示駅からの乗車、下車しかできない。券面表示駅以外で使用しようとした場合は、未使用として返却され、実際に利用した区間の運賃を別途支払う必要がある。

## 購入箇所
- 名鉄名古屋駅、金山駅、名鉄一宮駅、新木曽川駅、名鉄岐阜駅にある自動販売機。